# Kamhornad ögonbock
Kamhornad ögonbock (Ropalopus clavipes) är en skalbaggsart som först beskrevs av Fabricius 1775.  Kamhornad ögonbock ingår i släktet Ropalopus och familjen långhorningar.
Artens utbredningsområde är:
- Frankrike.
- Iran.
- Kazakstan.
- Ukraina.

Arten har ej påträffats i Sverige. Inga underarter finns listade i Catalogue of Life.